# Coupe de la Ligue de Hong Kong de football
La Coupe de la Ligue de Hong Kong, est une compétition de football entre les clubs professionnels de Hong Kong. Ce trophée créé en 2000 est remis à l'issue d'une compétition qui débute par élimination directe depuis 2008.

## Palmarès
| Année | Vainqueur    | Finaliste         | Score            |
| 2001  | Happy Valley | Sun Hei           | 2 - 1ap          |
| 2002  | South China  | Hong Kong Rangers | 3 - 0            |
| 2003  | Sun Hei      | Happy Valley      | 2 - 2 (4 - 2tab) |
| 2004  | Sun Hei      | Happy Valley      | 4 - 2            |
| 2005  | Sun Hei      | Happy Valley      | 1 - 0            |
| 2006  | Kitchee      | Happy Valley      | 4 - 3            |
| 2007  | Kitchee      | Happy Valley      | 2 - 1            |
| 2008  | South China  | Kitchee           | 4 - 2            |
| 2009  | Sun Hei      | TSW Pegasus       | 2 - 2 (4 - 2tab) |
| 2010  | Annulé       | Annulé            | Annulé           |
| 2011  | South China  | TSW Pegasus       | 2 - 1            |
| 2012  | Kitchee      | TSW Pegasus       | 2 - 1            |

## Bilan par club
|   | Club              | Vainqueur | Dernier succès | Finaliste | Dernier revers en finale |
| - | ----------------- | --------- | -------------- | --------- | ------------------------ |
| 1 | Sun Hei           | 4         | 2009           | 1         | 2001                     |
| 2 | Kitchee           | 3         | 2012           | 1         | 2008                     |
| 3 | South China       | 3         | 2011           | 0         |                          |
| 4 | Happy Valley      | 1         | 2001           | 5         | 2007                     |
| 5 | TSW Pegasus       | 0         |                | 3         | 2012                     |
| 6 | Hong Kong Rangers | 0         |                | 1         | 2002                     |